# Instrukcja obsługi świrów
Instrukcja obsługi świrów – album polskiego rapera i producenta muzycznego O.S.T.R.-a. Wydawnictwo ukazało się 22 lutego 2019 roku nakładem wytwórni muzycznej Asfalt Records. Za produkcję odpowiada Killing Skills, a za scratche DJ Haem. Nominacja do Fryderyka 2020 w kategorii Album Roku Hip Hop.
Poza standardową edycją przygotowano także wydanie specjalne, które zawiera ocenzurowane wersje utworów.

## Lista utworów
Opracowano na podstawie materiału źródłowego.
1. „Arenga” (gościnnie: Cadillac Dale)
2. „Monochrom” (gościnnie: Green)
3. „Wersy w pysk”
4. „Eden” (gościnnie: Cadillac Dale)
5. „Piach z pustyni”
6. „Lifetime” (gościnnie: Cadillac Dale, Famson)
7. „Instrukcja obsługi świrów”
8. „Chevy Impala”
9. „Amaretto”
10. „E.K.O.”
11. „ŁDZ Zmiennicy” (gościnnie: Kas)
12. „20/20”
13. „Addicted” (gościnnie: Nicole Funk)

## Certyfikat
| Polska (ZPAV) | Tytułem                   | Status          | Sprzedaż |
| ------------- | ------------------------- | --------------- | -------- |
| Polska (ZPAV) | Instrukcja obsługi świrów | platynowa płyta | 30 000+  |